# System equity
System prawa equity (ang. equity - słuszność) – system prawny w krajach anglosaskich, w których stosowane jest tzw. common law.
Jego celem jest rozwiązywanie sporów pomiędzy stronami, lecz nie na podstawie istniejącego już orzecznictwa, ale na podstawie zasad: conscience – sumienia, fairness – uczciwości i justness – sprawiedliwości. Zastosowanie zasad equity jest możliwe tylko wówczas, gdy strony nie miały do tej pory konfliktów z prawem, ale ich uprawnienia czy roszczenia pozostają ze sobą w sprzeczności. Tak więc system ten różni się w sposób zasadniczy zarówno od prawa pozytywnego (stanowionego), jak i od „common law" (prawa opierającego się na precedensach).
Najważniejszą cechą equity jest więc brak stałych reguł i przepisów (istnieją jedynie pewne ogólne wytyczne odnoszące się raczej do sposobu rozstrzygania sporu niż do właściwego kształtowania stosunków prawnych) oraz orzekanie sądu zgodnie z własnym sumieniem i poczuciem zdrowego rozsądku. Jest to prawo bardzo łatwo poddające się zmianom i elastyczne. Obecnie trudno już mówić o systemie equity zarówno w USA, jak i w Wielkiej Brytanii, gdyż jego większość została włączona do prawa precedensowego.
 Zapoznaj się z zastrzeżeniami dotyczącymi pojęć prawnych w Wikipedii.